# Nat Geo People
Nat Geo People, antes conhecido como Adventure One e mais tarde como Nat Geo Adventure É parte dos canais de TV de subscrição de National Geographic Society e News Corporation. O seu slogan é "atreve-te a explorar". Iniciou 	a 1 de janeiro de 1994 e na China a 1 de novembro de 1999, num único idioma, inglês. Dirige-se mais à audiência juvenil por oferecer uma programação em torno da aventura ao ar livre, viagens e às historias que incentivem às pessoas a explorar.
Austrália, Australásia, Europa e o Médio oriente manteve o uso do canal, no entanto, o Reino Unido, decidiu substituir-lo por Nat Geo Wild.
Em 2010, Nat Geo Adventure lançou o seu canal de Alta Definição Nat Geo Adventure HD na Ásia através do satélite AsiaSat 5.
A 30 de setembro de 2013 foi anunciado que a princípios de 2014 Nat Geo Adventure seria substituído por Nat Geo People, um canal focado mais ao publico feminino.